# 닌자터틀: 뮤턴트 대소동
《닌자터틀: 뮤턴트 대소동》(영어: Teenage Mutant Ninja Turtles: Mutant Mayhem)은 2023년 개봉한 미국의 애니메이션 영화이다. 제프 로가 감독을 맡았다.

## 출연진

### 주연
- 니콜라스 캔투 - 레오나르도 역 (목소리)
- 샤몬 브라운 주니어 - 미켈란젤로 역 (목소리)
- 미카 애비 - 도나텔로 역 (목소리)
- 브래디 눈 - 라파엘 역 (목소리)

### 조연
- 폴 러드 - 몬도 게코 역 (목소리)
- 지안카를로 에스포지토 - 백스터 스톡맨 역 (목소리)
- 로즈 번 - 레더헤드 역 (목소리)
- 성룡 - 스플린터 역 (목소리)
- 세스 로건 - 비밥 역 (목소리)
- 존 시나 - 록스테디 역 (목소리)
- 마야 루돌프 - 신시아 유트롬 역 (목소리)
- 아이스 큐브 - 슈퍼플라이 역 (목소리)
- 포스트 말론 - 레이 필렛 역 (목소리)
- 한니발 뷰레스 - 징기스 개구리 역 (목소리)